# Trivento
Trivento ist eine italienische Gemeinde (comune) mit 4351 Einwohnern (Stand 31. Dezember 2023) in der Provinz Campobasso in der Region Molise. Die Gemeinde liegt etwa 25 Kilometer nordnordwestlich von Campobasso und grenzt unmittelbar an die Provinz Chieti in den Abruzzen. In Trivento hat das Bistum Trivento seinen Sitz. Durch die Gemeinde fließt der Trigno.

## Verkehr
Von Süden her von Isernia kommend durchquert die Strada Statale 650 di Fondo Valle Trigno die Gemeinde Richtung Norden nach San Salvo Marina (Ortsteil von San Salvo) an der Adria.